# Nigerijska prijevara
Nigerijska prijevara ili scam jedna je od brojnih vrsta prijevara. Prvo žrtvi se sugerira da može zaraditi ogromno bogatstvo. Osoba kojoj se daje predujam uzalud čeka na novac ili robu od tvrtke jer od samog početka naknada nije bila namijenjena. Brza i laka zarada od kuće jedan je od oblike prevara koje se širi internetom. Razne stranice za učlanjivanje novih članova vode preko MLM do raznih ponzijevih shema kao primjerice OneCoin ili Pluscoin sugeriraju laku i brzu zaradu bez rada i truda. Oglasi o navodnim crypto botovima koji obećavaju s malom investicijom velike zarade, brzo bogatstvo uglavnom su crypto scam.
U tu svrhu potencijalne žrtve kontaktiraju se putem masovnih e-mailovima ("masovnih poruka"), oglasima ili putem suradnika MLM-a za uspostavu kontakta.
Na engleskom jeziku SCAM prijevara rabi se kao sinonim prevaru kod koje se usluga plaća unaprijed, ali se zatim ne izvršava.

## Primjeri iz povijesti
Počeci takvih dokumentiranih obmana sežu u 16. stoljeće. Pokrenuli su ih Španjolci, koji su žrtve tražili među bogatim engleskim plemstvom. Pod izgovorom da je njihov rođak zatvoren u jednom od španjolskih zatvora i zbog toga ne može pristupiti svom bogatstvu, prevarant je pitao žrtvu bi li mu prebacila nešto novca, ali naravno da će za to biti bogato nagrađena (velika kamata, vjenčanje). Žrtva je tako prebacila novac, ali prevaranti su željeli sve više i na kraju žrtve ostale su bez svega.

## Primjeri iz sadašnjice

### Investicijske prijevare
Ta vrsta prijevare dolazi u različitim oblicima, uključujući: kupnju kripto-valute, trgovanje binarnim opcijama, poslovne pothvate, mirovinske sheme, upravljana sredstva i prodaju ili kupnju dionica ili imovine. Prevaranti svoje lažne ‘prilike’ maskiraju profesionalnim brošurama i internet-stranicama kako bi prikrili svoje lažne operacije. Takve prijevare često počinju iznenadnim telefonskim pozivom ili e-mailom prevaranta koji nudi priliku ‘koja se ne propušta’, osigurava ‘visoki povrat’ ili nudi ‘zajamčenu’ priliku. Prevaranti obično operiraju iz inozemstva i nemaju licencu za pružanje financijskih usluga.
Prijevare koje se koriste kompjuterskim softverima za predviđanje, zasnivaju se na obećanjima da će točno predvidjeti kretanja na tržištu dionica, rezultate konjskih utrka, sportskih događaja ili lutrije. Ti softveri su samo jedan oblik kockanja prerušen u investicije. Većina shema ili programa ne funkcionira i kupci ne mogu dobiti svoj novac
natrag. U mnogim slučajevima dobavljač jednostavno nestaje.
Prijevara obično započinje slanjem masovnih poruka putem e-pošte i prevarant se uljudno predstavlja, obično kao bogati poslovni čovjek ili državni službenik, govoreći mu odakle dolazi (obično iz Nigerije) i opisuje svoj problem. Osoba želi osobne podatke žrtve i bankovni račun, jer lažno ima veliku svotu novca koju želi prenijeti iz svoje zemlje u inozemstvo, pa nudi i visoku nagradu. Ako primatelj odgovori, odgovara da je potrebno prethodno platiti troškove otvaranja računa i neke druge troškove, a ti su troškovi zanemarivi u odnosu na obećanu nagradu. Zahtijeva prijenos putem platnog sustava Western Union, koji nije uhodljiv. Nakon prijenosa osoba prekida komunikaciju sa žrtvom.

### Prijevara s računima
Varalice se pretvaraju da su vaši klijenti/dobavljači i navode vas da platite buduće račune na drugi bankovni račun. 

### Krađe identiteta
Vishing - Krađa identiteta pozivom: Telefonska prijevara u vas kojoj prevaranti zovu i pokušavaju navesti da otkrijete svoje osobne, financijske ili sigurnosne podatke ili da im uplatite novčana sredstva.

### Phishing
Mrežna krađa identiteta lažnim porukama e-pošte: Prevaranti vam šalju lažne poruke e-pošte kojima vas pokušavaju navesti na dijeljenje osobnih, financijskih ili sigurnosnih podataka.

### Romantične prijevare
Varalice se pretvaraju da su zainteresirane za romantičnu vezu. Obično dogovaraju kontakt na mrežnim stranicama za upoznavanje, a često koriste društvene medije ili e-poštu za uspostavljanje kontakta.

## Primjeri scenarija
Uloge: A - prevarant, B - žrtva
A se predstavlja kao nasljednik velike količine novca od svog rođaka, ali da bi dobio novac mora platiti proviziju osiguravajućem društvu; B treba izvršiti ovu isplatu u zamjenu za udio u ostavini.
A je bio član korumpirane vlade ili osoba povezana s vladom afričke države i morao je napustiti zemlju nakon puča ili neke druge promjene vlasti. U zemlji je ostavio znatnu količinu prije prevarenog novca. Da bi taj novac odnio u inozemstvo, potrebna je pomoć B-a u zamjenu za dio dobiti.
A u e-mailu piše da u bolnici ima bolesno dijete kojem je potrebna hitna medicinska pomoć i ako ne uplati odgovarajući iznos na račun bolnice, dijete će umrijeti. A traži od B uslugu u obliku male pomoći i hitne isplate između 2000 i 10 000 američkih dolara za plaćanje djetetovih bolničkih računa. A obećava B da će s njim podijeliti golemu svotu s njegovog računa. Prevarant nudi potencijalnoj žrtvi 50% do čak 80% kapitala s računa koji zapravo ne postoji. I tvrdi da mu novac koji je navodno akumulirao na računu, s obzirom na smrtnu bolest njegovog djeteta, trenutno nije previše važan. Kao dokaz predstavlja skenirane, vjerodostojne, ali nažalost krivotvorene i lažne bankovne dokumente. Nakon prikupljanja novca, A bez traga nestaje.

## Vanjske poveznice
- Središnji državni portal: Računalne prijevare
- Internet prijevare
- Mala crna knjižica prijevara
- US FBI Internet Crime Complaint Center  Arhivirana inačica izvorne stranice od 5. prosinca 2020. (Wayback Machine)
- Europol Cybercrime